# Bonson (Alpes-Maritimes)
Bonson (okzitanisch Bounsoun, italienisch Bonsone) ist eine französische Gemeinde im Département Alpes-Maritimes in der Region Provence-Alpes-Côte d’Azur. Sie gehört zum Arrondissement Nizza und zum Kanton Vence. Außerdem ist sie Mitglied in der Métropole Nice Côte d’Azur. Die Einwohner nennen sich die Bonsonnois.

## Geographie
Die Gemeinde liegt in den französischen Seealpen, im Regionalen Naturpark Préalpes d’Azur. Sie grenzt im Norden an Revest-les-Roches, im Nordosten an Utelle, im Osten an Levens, im Südosten an La Roquette-sur-Var, im Süden an Gilette und im Westen an Tourette-du-Château.

## Bevölkerungsentwicklung
| Jahr      | 1962 | 1968 | 1975 | 1982 | 1990 | 1999 | 2008 | 2018 |
| --------- | ---- | ---- | ---- | ---- | ---- | ---- | ---- | ---- |
| Einwohner | 210  | 232  | 235  | 288  | 456  | 601  | 677  | 737  |

## Sehenswürdigkeiten
- Kirche Saint-Benoît aus dem 16. Jahrhundert
- Kapelle Saint-Hospice
- Chapelle du Passet

Siehe auch: Liste der Monuments historiques in Bonson (Alpes-Maritimes)

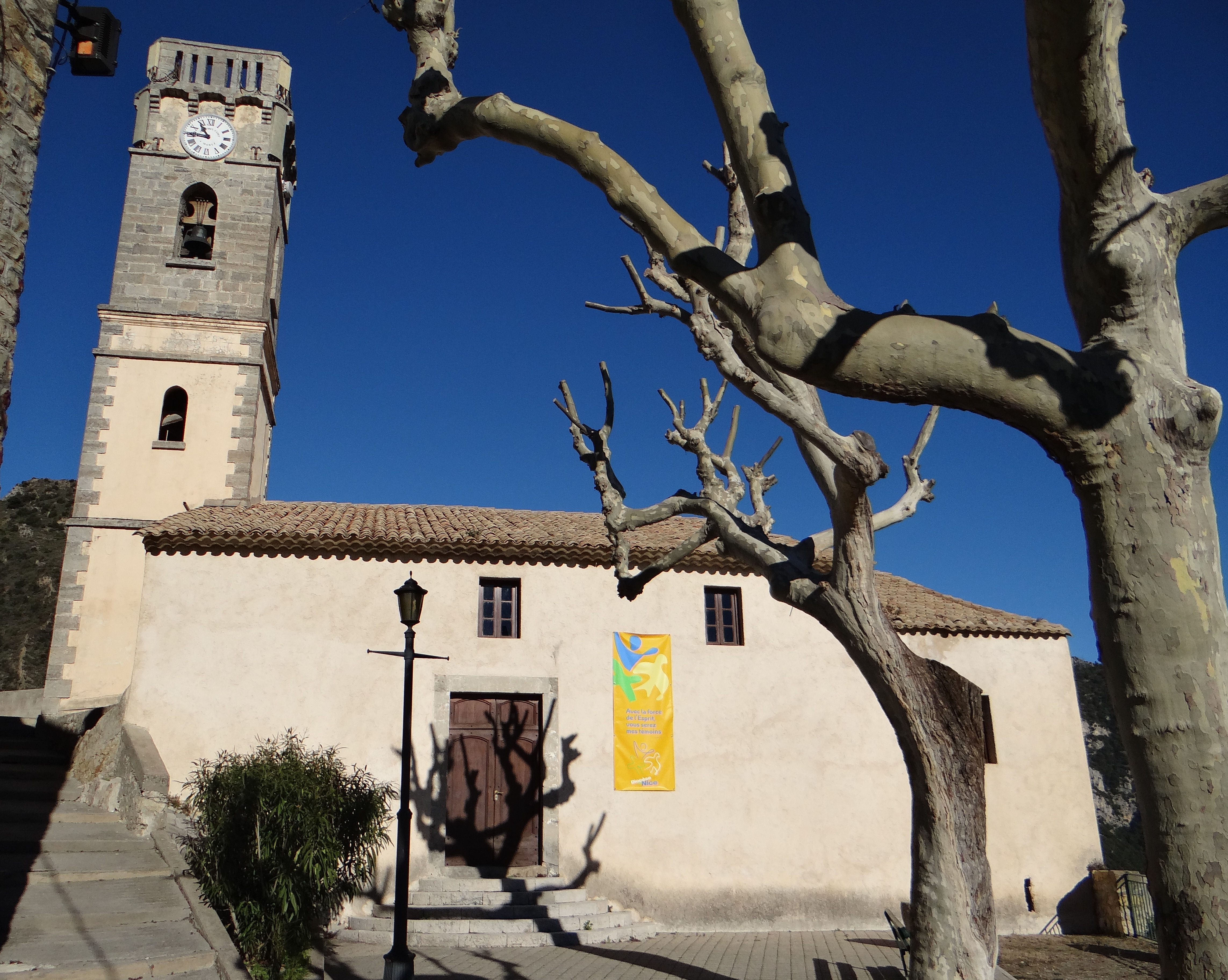
Kirche Saint-Benoît